# A sangue freddo (film 1967)
A sangue freddo (In Cold Blood) è un film del 1967 diretto da Richard Brooks.
Il soggetto è tratto dal romanzo omonimo di Truman Capote, a sua volta basato su un fatto di cronaca realmente accaduto.
Candidato a quattro premi Oscar, tra cui miglior regista, l'American Film Institute lo ha posizionato all'8º posto tra i migliori drammi giudiziari di sempre. Nel 2008 è stato scelto per la conservazione nel National Film Registry della Biblioteca del Congresso degli Stati Uniti perché "culturalmente, storicamente ed esteticamente significativo".
Lo stesso titolo italiano è stato dato all'omonimo film del 1947.

## Trama
Due malviventi usciti di prigione tentano una rapina e finiscono per uccidere inutilmente una famiglia intera. La polizia li bracca a lungo e poi li cattura, poi vengono giudicati colpevoli, condannati a morte e infine giustiziati.

## Riconoscimenti
- 1968 - Premio Oscar
  - Nomination Miglior regia a Richard Brooks
  - Nomination Miglior sceneggiatura non originale a Richard Brooks
  - Nomination Miglior fotografia a Conrad L. Hall
  - Nomination Miglior colonna sonora a Quincy Jones
- 1968 - Golden Globe
  - Nomination Miglior film drammatico
- National Board of Review Awards 1967: quarto posto tra i 10 migliori film; miglior regista
- David di Donatello 1968: miglior regista straniero

Nel 2008 è stato scelto per essere conservato nel National Film Registry della Biblioteca del Congresso degli Stati Uniti.